# Баканов, Сергей Семёнович
Сергей Семёнович Баканов (1911—1990) — лейтенант Рабоче-крестьянской Красной Армии, участник Великой Отечественной войны, Герой Советского Союза (1945).

## Биография
Сергей Баканов родился 11 сентября 1911 года в городе Бийске Алтайского края в семье служащего. После окончания в 1929 году средней школы поступил в школу механиков, которую окончил в 1931 году. Работал слесарем. В 1932 году был призван на службу в Рабоче-крестьянский Красный Флот, был демобилизован в 1936 году. После демобилизации работал шофёром. В июне 1941 года был повторно призван на службу в Рабоче-крестьянскую Красную Армию. С августа 1942 года — на фронтах Великой Отечественной войны. В 1944 году вступил в ВКП(б). К февралю 1945 года лейтенант Баканов командовал взводом противотанковых ружей 696-го стрелкового полка 383-й стрелковой дивизии 33-й армии 1-го Белорусского фронта. Отличился во время форсирования Одера.
5 февраля 1945 года взвод Баканова по разбитому льду перешёл через Одер и, подавляя огневые точки противника, обеспечил продвижение советской пехоты вперёд. В центре города Фюрстенберг (ныне — Айзенхюттенштадт) взвод попал в окружение, но отбил все контратаки и уничтожил два штурмовых орудия. В бою Баканов был ранен, но остался в строю и сумел вывести взвод из окружения.
Указом Президиума Верховного Совета СССР от 24 марта 1945 года лейтенант Сергей Баканов был удостоен высокого звания Героя Советского Союза с вручением ордена Ленина и медали «Золотая Звезда».
После окончания войны Баканов был уволен в запас. Жил в Бийске. Умер 19 ноября 1990 года.
Был также награждён орденами Отечественной войны 1-й степени и Красной Звезды, а также рядом медалей.